# Abdelfattah Mourou
Pour les articles homonymes, voir Mourou.
Abdelfattah Mourou (arabe : عبد الفتاح مورو) ou Abdel Fattah Mourou, né le 1er juin 1948 à Tunis,, est un homme d'État tunisien.

## Biographie

### Formation
Fils de marchand, issu d'une famille d'origine morisque, il fait ses études au Collège Sadiki. Il poursuit ensuite des études de droit à l'Université de Tunis et obtient, en 1970, une licence en droit et une autre en sciences islamiques. Il exerce le métier de juge jusqu'en 1977, lorsqu'il devient avocat.

### Parcours militant

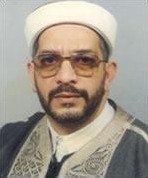
Abdelfattah Mourou au début des années 1980.

Très tôt, il rejoint un ordre soufi, appelé Madaniyya, créé au début du XXe siècle et appelant à l'origine au rejet de la présence étrangère en Tunisie. Il commence ses activités islamistes dans les années 1960, en prêchant dans les lycées et les mosquées.
En 1969, il fait la connaissance de Rached Ghannouchi dans une mosquée de Tunis et se met d'accord avec lui pour fonder un mouvement islamique en Tunisie. En 1973, en tentant d'organiser une assemblée d'une centaine de personnes à Sousse, Mourou, Hmida Ennaifer et Ghannouchi sont arrêtés par la police. À la suite de cet incident, il est décidé de créer une organisation clandestine, la Jamâa Al-Islamiya, qui se décompose en structures régionales et nationales. Elle est active principalement dans les mosquées et les universités et édite un journal, El Maarifa, diffusé librement dans certains kiosques et dans les librairies proches de l'organisation.
Mourou devient l'un des grands prêcheurs de la capitale et le leader populaire de la Jamâa Al-Islamiya. Celle-ci devient en 1981 le Mouvement de la tendance islamique (Ennahdha) dont Mourou est le numéro deux. Toutefois, le mouvement est rapidement la cible de la répression : Mourou est arrêté et passe deux ans en prison. Après l'attaque du commissariat de police de Bab Souika, en 1991, il est à nouveau détenu. Il fait l'objet, en 1992, d'une campagne de diffamation de la part du régime qui vise à le discréditer personnellement.
Après cette nouvelle détention, Mourou adopte une approche de conciliation, dénonce la violence et annonce la suspension de son appartenance au mouvement Ennahdha. Mourou cesse alors toute activité politique en Tunisie mais continue de pratiquer son métier d'avocat.

### Engagement institutionnel
Le 30 janvier 2011, à la suite du retour d'exil de Rached Ghannouchi, Mourou laisse entendre qu'il va exercer à nouveau une activité politique. À la suite d'un appel du prédicateur Youssef al-Qaradâwî, Ghannouchi déclare que Mourou se chargerait de la campagne électorale de son parti lors de l'élection de l'Assemblée constituante en octobre 2011. Mais Mourou confirme son divorce qui est alors présenté comme définitif avec le mouvement Ennahdha et se présente à l'élection en tant qu'indépendant, dans le cadre d'une alliance centriste, l'Alliance démocratique indépendante, constituée de plusieurs personnalités indépendantes et de partis politiques qui se sont joints à cette alliance.
Au terme du congrès d'Ennahdha, tenu du 12 au 16 juillet 2012, il fait son retour au bureau exécutif en tant que vice-président et représentant personnel du président Rached Ghannouchi pour les questions d'intérêt général.
En août 2012, il est violemment agressé par un militant islamiste radical qui le blesse légèrement à la tête.
Il est élu à l'Assemblée des représentants du peuple lors des élections du 26 octobre 2014, avant d'en être élu premier vice-président.
Le 25 juillet 2019, à la mort du président Béji Caïd Essebsi, il assure l'intérim à la tête du Parlement quand Mohamed Ennaceur devient président de la République par intérim. Le conseil de la Choura d'Ennahdha choisit le 6 août suivant de le désigner comme candidat du parti à l'élection présidentielle du 15 septembre.
Le 26 mai 2020, il annonce qu'il quitte la politique,.

### Vie privée
Il est père de quatre garçons et une fille. Il porte dans sa vie de tous les jours une tenue, typiquement tunisienne, qu'il a adopté à l'âge de 18 ans.